# 印度航空855號班機空難
印度航空855號班機空難是1978年1月1日發生在印度孟買的一次空難事故。當天晚間，一架波音747-237B在從孟買國際機場起飛后於距離班德拉海岸3（1.9英里）處失控墜海，機上213人無一生還。這是印度本土傷亡第三慘重的空難，僅次於1996年發生的新德里撞機事件和印度航空171號班機。

## 涉事飛機
此次失事的飛機是一架波音747-237B，註冊編號為VT-EBD。該機是印度航空引進的第一架波音747客機，於1971年3月出廠，同年4月18日交付使用，配备4台普惠JT9D-7J发动机。並被印度航空命名為“阿育王號（Emperor Ashoka）”。當時，印度航空將新引進的波音747宣傳為“世界第747大奇蹟”，並在這架“阿育王號”上啟用“空中宮殿”塗裝，每個舷窗口都塗裝為宮殿窗口的設計更是沿用至今。

## 事故經過
1978年1月1日20時40分，VT-EBD執行AI855號班機，從孟買薩哈國際機場的27跑道起飛，前往杜拜國際機場，機長為馬丹·庫卡爾。
起飛后約1分鐘，機師按計劃控制飛機右轉，之後恢復至水平位置。然而不久之後飛機便向左傾斜，無法恢復水平飛行。
事後從殘骸中獲得的飛行紀錄儀顯示，機長曾口頭表示自己的姿態儀發生了“傾側”，副機長卻無動於衷，表示自己的姿態儀也發生了“傾斜”，但處在正確位置。由於此班機為夜航，機組人員無法看清地平線，從而無法將姿態儀顯示的偏角與機艙外地平線相對照，導致空間定向障礙。
飛航工程師在飛機墜海前試圖將機長的注意力轉移至兩個姿態儀之間的備用姿態儀，但機長仍然以為飛機右傾，便操作飞行控制系统令飛機繼續向左傾斜，但導致飛機從海拔2000英尺處急速下墜。最終，在起飛101秒之後，客機以35度角撞向海面，墜入離岸3公里處10米深的淺海並解體，機上190名乘客以及23名機組人員無一生還。

## 原因調查
打撈出的部份飛機殘骸表明並無爆炸、起火或是電器設備故障的跡象。最終調查顯示，可能的原因是機長未注意到飛行儀表失靈而做出錯誤操作，機員未能憑藉其它設備恢復控制。